# 雅卡拉西
雅卡拉西是巴西巴伊亚州的一个市镇。总面积1241.918平方公里，总人口14674人，人口密度11.8人/平方公里。